# Khukuri Beer

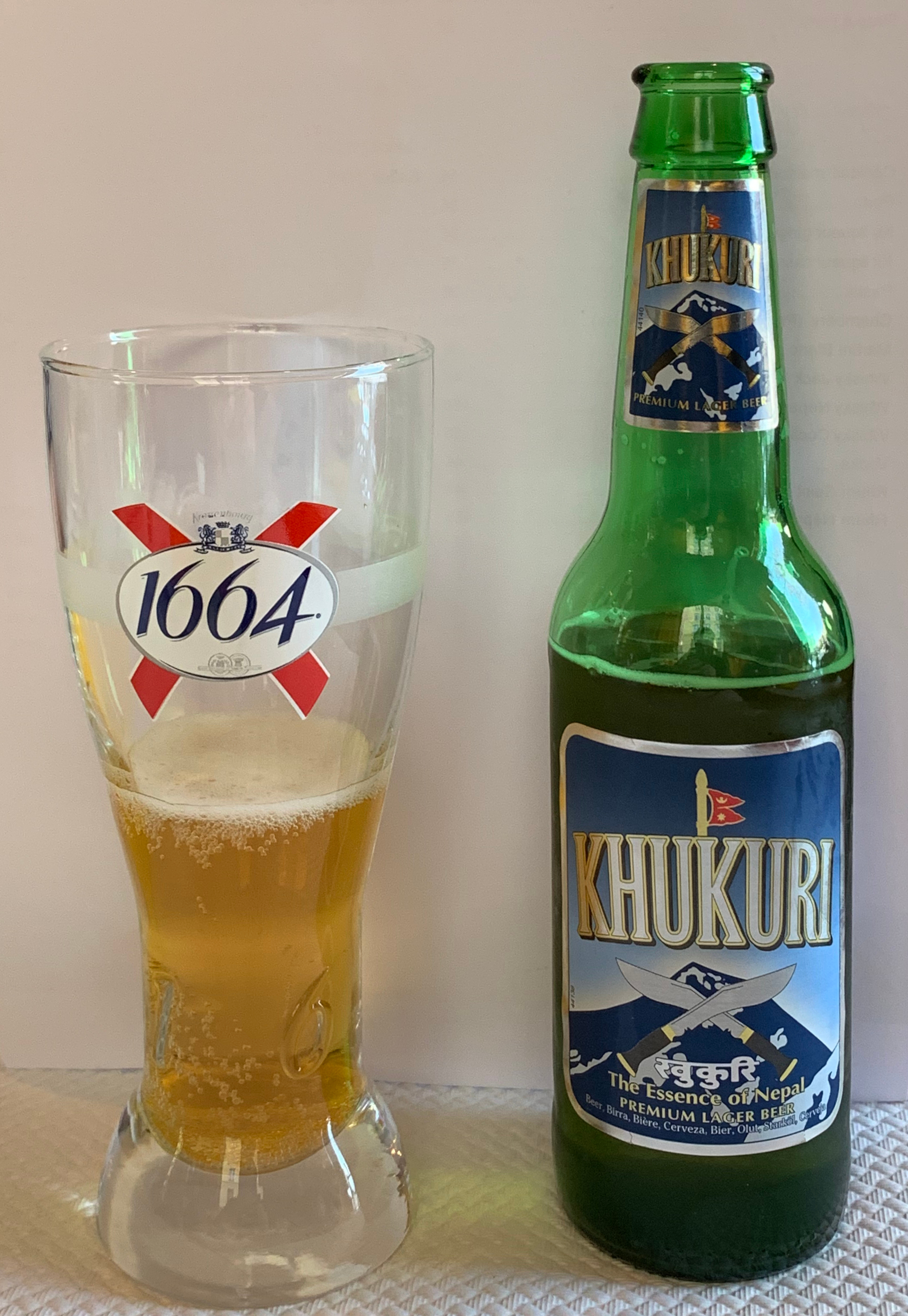
Foto de una botella de Khukuri servida parcialmente en un vaso de 1664.

 Khukuri Beer es una marca de cerveza nepalí de tipo lager que presenta una graduación alcohólica de 4,7%.
La cerveza fue creada en 2003 como colaboración entre la firma J.W. Lees Brewery y Mahanta B. Shrestha, un restaurador nepalí establecido en Londres y propietario en exclusiva de la marca desde 2007, quienes se embarcaron en un proyecto conjunto para distribuir cerveza de Nepal en el Reino Unido a fin de abastecer la creciente demanda de cerveza asiática que maridase con platos de cocina oriental y del Sur de Asia.
Es una bebida que puede encontrarse actualmente en el Reino Unido, Estados Unidos,  Finlandia, Japón, Luxemburgo y Portugal.